# Rybářský revír

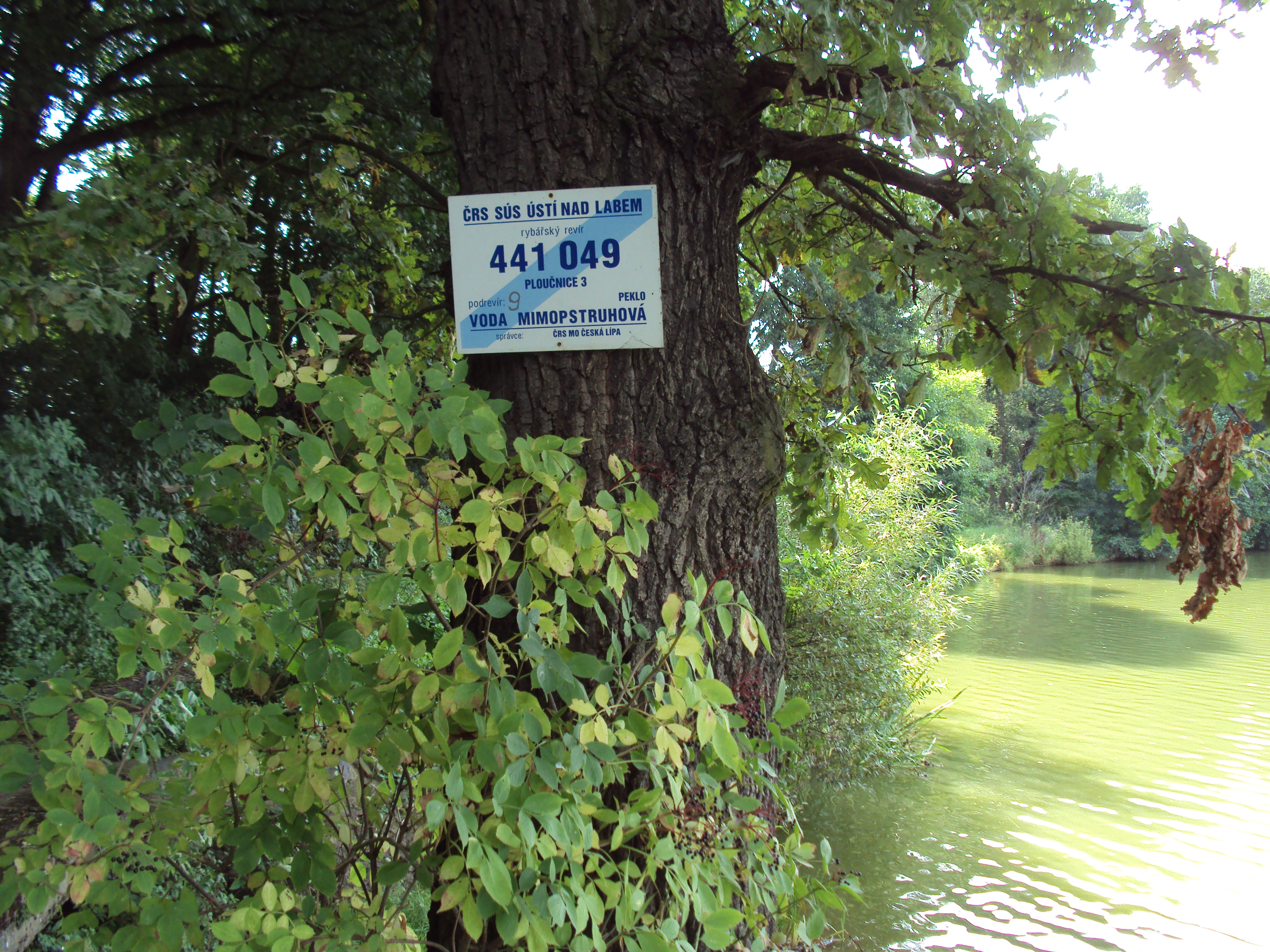
Označení revíru na rybníku u České Lípy

Rybářský revír je úsek tekoucí vody (řeka, potok), stojaté vody (rybník, jezero, tůň…), případně kombinace obou typů vod, kde zpravidla smí provádět lov ryb na udici držitel povolenky, kterou mu vydal uživatel revíru.
Zákon č. 99/2004 Sb., o rybníkářství, výkonu rybářského práva, rybářské stráži, ochraně mořských rybolovných zdrojů a o změně některých zákonů, v platném znění (dále jen „zákon o rybářství“), definuje rybářský revír jako část vodního útvaru povrchových vod o výměře nejméně 500 m2 souvislé vodní plochy, umožňující život rybí obsádky a vodních organizmů, vyhlášená rozhodnutím příslušného orgánu státní správy rybářství.

## Rozdělení

### Podle typu
- pstruhové revíry
- mimopstruhové revíry

Na obou typech platí dle Rybářského řádu odlišná pravidla.

### Podle organizace, která revír obhospodařuje
- svazové revíry: obhospodařuje Český rybářský svaz a Moravský rybářský svaz
- revíry samostatně hospodařících MO: obhospodařuje příslušná místní organizace
- soukromé revíry: obhospodařuje majitel revíru (fyzická nebo právnická osoba)

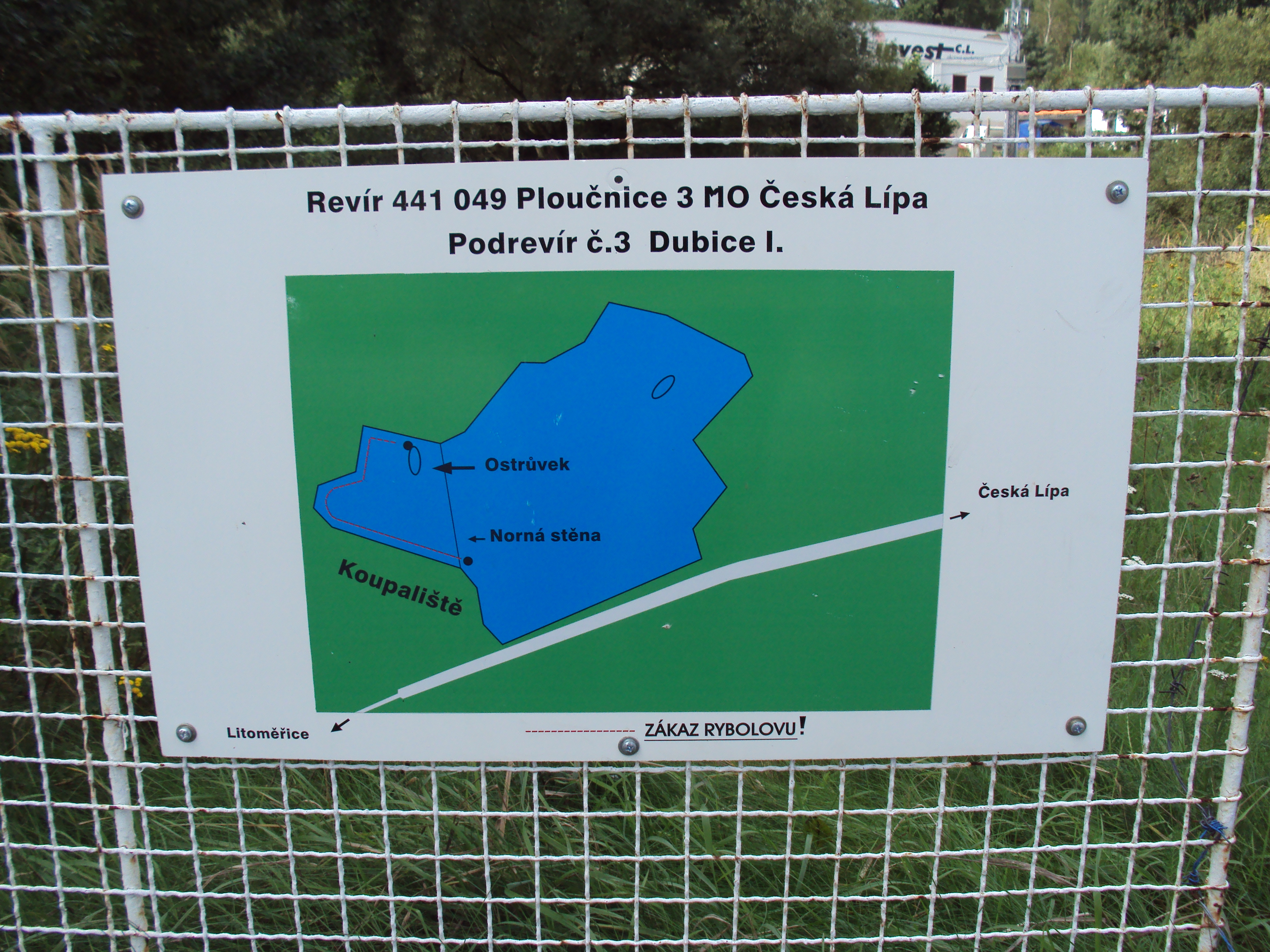
Revírem může být koupaliště, zde vyznačeno u České Lípy

## Podrevír
Některé revíry se dále člení na tzv. podrevíry. To je typické zejména pro úseky tekoucích vod, ke kterým jsou přidruženy například okolní rybníky či jezera. Příkladem může být pražský revír Rokytka 1, který zahrnuje nejen vlastní tok říčky Rokytky, ale i sedm rybníků na území Prahy 9 (největším z nich je Kyjský rybník).

## Základní rozdíly mezi rybářským revírem a jinou vodní plochou (tzv. rybníkářství) s lovem ryb na udici
V lidové praxi jsou často za „revír“ označovány i vodní plochy, které revírem nejsou. V praxi to znamená, že se jedná o vodní plochy, na kterých nebyl vyhlášen rybářský revír příslušným orgánem státní správy rybářství. Na těchto vodních plochách jejich majitel nebo jiný hospodařící subjekt (rybníkář podle zákona o rybářství) může pověřit libovolné osoby k lovu ryb na udici. Tyto osoby nemusí mít státní rybářský lístek a ani povolenku k lovu (pokud jí rybníkář nevyžaduje). Neplatí zde řada pravidel pro lov ryb v revírech podle zákona a lov ryb na udici na takové vodní ploše je upraven především smluvně mezi lovící osobou. Rybářská stráž nemá ze zákona právo kontrolovat povolenku k lovu. Kontrolu dodržování smluvních podmínek mezi osobou pověřenou k lovu ryb udicí a rybníkářem smí kontrolovat pouze rybníkář nebo jím pověřená osoba a případné spory lze řešit především jako občanskoprávní spory. Povolené způsoby lovu ryb, doby hájení, lovné míry a další podrobnosti při lovu na udici nejsou stanoveny zákonem o rybářství ani prováděcí vyhláškou. Z pohledu zákona o rybářství lze na tyto vodní plochy pohlížet jako na rybníky a zvláštní rybochovná zařízení. Ryby v nich žijící jsou majetkem rybníkáře a nejedná se o volně žijící ryby.
Výkon rybářského práva na rybářském revíru není podnikáním, ale jedná se o činnost provozovanou ve veřejném zájmu, jehož prostřednictvím stát naplňuje svou ústavní povinnost dbát o šetrné využívání přírodních zdrojů a ochranu přírodního bohatství, zakotvenou v čl. 7 ústavního zákona č. 1/1993 Sb., Ústava České republiky. Z těchto důvodů musí uživatel revíru uživatel revíru hospodařit v souladu s rozhodnutím správního orgánu (např. § 11 zákona o rybářství).

### Příklady odlovu ryb na udici na vodní ploše, která nebyla vyhlášena revírem podle zákona o rybářství
Z celé řady důvodů neusilují subjekty umožňující lov ryb udicí na vodní ploše jiným osobám zpravidla za úplatu. Jedním z důvodů je, že je vodní plocha v majetku vlastníků, kteří nesouhlasí s vyhlášením revíru. Dalším z důvodů, zejména u provozovatelů tzv. „soukromých revírů“ je skutečnost, že mohou za úplatu opravňovat k lovu také osoby, které nemají státní rybářský lístek. Možným důvodem také je, že hospodařící subjekt nemá zájem provozovat svoji činnost ve veřejném zájmu a přizpůsobit hospodaření požadavkům státní správy.
Mezi takové rybníkáře patří i Český rybářský svaz. Následují zajímavé příklady vodních ploch, které nejsou revírem ve smyslu zákona o rybářství:
- Rybník Božkov, číslo 411 998, 413 998. Na rozdíl od rybářského revíru se zde smí lovit přívlačí také v době od 1. ledna do 31. března bez výjimky od Ministerstva zemědělství.
- Pískovna Písková Lhota, číslo 411 983. Jedná se o pískovnu po rekultivaci, kterou pořídil Český rybářský svaz, Středočeský územní svaz mimo jiné za prostředky z transparentního účtu: ČRS SÚS-FOND NA NÁKUP RYBÁŘSKÝCH REVÍRŮ. Ve skutečnosti se jedná o fond na nákup vodních ploch. Dle telefonické informace obdržené od předsedy (ze dne 28. 4. 2020) SÚS ČRS o vyhlášení revíru na této vodní ploše dosud nijak neusiloval.

Vodních ploch, na kterých organizační složky Českého rybářského svazu jako rybníkáři nějakým způsobem opravňují k lovu držitele povolenek, je celá řada. V celé řadě případů je však pro rybáře i rybářskou stráž značně obtížné rozlišit, že se nejedná o revír vyhlášený podle zákona o rybářství. Tato skutečnost značně komplikuje znalost práv lovících rybářů a také postupy rybářské stráže (která tak může z neznalosti překročit své pravomoci) a následné případné rozhodování o přestupcích na úseku rybářství. Rybářská stráž na rybníce v režimu rybníkářství není oprávněna požadovat a zadržet povolenku k lovu, …
Do dne 3. 5. 2020 zřetelně rozlišoval v oddíle III povolenky k lovu (tzv. „knížka k povolence“ obsahující popisy ryvírů, bližší podmínky výkonu rybářského práva a další informace pro držitele povolenek) pouze Územní svaz Města Prahy a Středočeský územní svaz, který po vydání stanoviska Ministerstva zemědělství ze dne 19. 2. 2020, Čj. 7466/2020-MZE-16232, ještě upravil „smluvní“ podmínky lovu ryb na těchto vodních plochách, kde je rybníkářem sám (netýká se rybníků, kde hospodaří některé místní organizace). Ostatní organizační složky Českého rybářského svazu pravděpodobně dostatečně nerozlišily revíry a vodní plochy s chovem ryb v tzv. „režimu rybníkářství“ v informacích pro rybáře.